# David Huynh
Pour les articles homonymes, voir Huynh.
David Huynh est un acteur, réalisateur et scénariste canadien né le 5 février 1983 à Vancouver (Canada).

## Filmographie

### comme acteur
- 2002 : Every Night the Same Thing
- 2002 : Micro-Nice : Steven
- 2005 : Baby : Baby
- 2006 : Mad World : Chris
- 2007 : Cold Case : Affaires classées : Billy Takahashi (saison 5 épisode 11)

### comme réalisateur
- 2001 : Vanish

### comme scénariste
- 2001 : Vanish